# Levi Lincoln (1782–1868)
Levi Lincoln (ur. 25 października 1782 w Worcester w stanie Massachusetts, zm. 29 maja 1868 w Worcester w stanie Massachusetts) – amerykański prawnik i polityk.
W latach 1823–1824 był wicegubernatorem stanu Massachusetts, a w latach 1825–1834 pełnił funkcję gubernatora tego stanu.
W latach 1834–1841 reprezentował stan Massachusetts w Izbie Reprezentantów Stanów Zjednoczonych.
Jego ojciec, także Levi Lincoln, był prokuratorem generalnym Stanów Zjednoczonych oraz gubernatorem stanu Massachusetts. Jego brat, Enoch Lincoln, był gubernatorem stanu Maine oraz przedstawicielem stanów Massachusetts i Maine w Izbie Reprezentantów Stanów Zjednoczonych.